# Новиково (Сахалінська область)
Новиково (рос. Новиково) — село у Корскаковському міському окрузі Сахалінської області Російської Федерації.
Населення становить 513 осіб (2013).

## Історія
З 1905 по 3 вересня 1945 року у складі губернаторства Карафуто Японії, відтак у складі Корсаковського міського округу Сахалінської області.

## Населення
| 1925 | 1935  | 1970 | 1979  | 1989  | 2002 | 2010 |
| ---- | ----- | ---- | ----- | ----- | ---- | ---- |
| 1291 | ↗3135 | ↘961 | ↗1229 | ↗1279 | ↘853 | ↘565 |
| 2013 |       |      |       |       |      |      |
| ↘513 |       |      |       |       |      |      |